# Emanuel Seydl
Emanuel Seydl (24. prosince 1814 Klatovy - 1. dubna 1894 Merklín) byl český stavitel.

## Život
Narodil se jako syn c. k. silničního komisaře Martina Seydla a Alžběty, rozené Baumlové, v Klatovech 24. prosince 1814. Seydlův otec Martin zemřel ve svých 31 letech v roce 1816 na onemocnění plic (zřejmě tuberkulóza).
Emanuel Seydl studoval s vynikajícím prospěchem na gymnáziu v Klatovech od roku 1827 pravděpodobně do roku 1830. Od roku následujícího studoval technické učiliště v Praze, na všech dochovaných vysvědčeních má ve všech předmětech „prvou třídu“ (vysvědčení z let 1831-1837).
Roku 1838 už pracoval pro pražského stavitele Martina Hausknechta, kde k plné spokojenosti zaměstnavatele vedl v letech 1837-1838 stavební práce. Z téhož roku 1838 pochází i výuční list cechu zednického ve Zbraslavi. Postupně splnil mistrovské zkoušky pro všechny kraje i Prahu (pro tu byla zvláštní zkouška), dokonce i zkoušky soudního znalce v oboru (1856).
Mezi léty 1839-1841 vystavěl několik stavení pro pražského stavitele Jana Ripotu. Prokázal vysoký stupeň znalostí, pořádnost a dovednosti, dostal vynikající doporučení. Posléze byl jako kreslič a polír zaměstnán u stavitele Kranera, opět s vynikajícími referencemi (1841-1813).
V roce 1844 vystavěl hospodářský dvůr u Berouna pro JUDr. Václava Červinku. Opět je jeho výkon velice chválen.
Zkoušku, předepsanou pro pražské stavitele splnil 8. března 1845. V roce 1846, 24. května, si bere jedenadvacetiletou Marii Nejedlou (1825-1863), následujícího roku, dne 29. listopadu se jim v Novém městě pražském narodil syn Karel (1847-1869).
V letech 1844-1847 pracoval pro pražskou společnost bratří Kleinů, kde vedl stavby na C. k. severní dráze i na jiných soukromých stavbách firma, opět obdržel vynikající doporučení.
V roce 1847 podal žádost o místo asistenta při C. k. generálním ředitelství drah, byla to už druhá žádost. V tomtéž roce pro stavitele Kleina postavil dům v Praze č.cp. 1023/II. V žádosti o místo stavebního inženýra, jež se uvolnilo na panství v Hoříně u Mělníka uvádí, že je otcem dvou dětí. V roce 1850 vystavěl pro firmu Skalla a Machacek velký cukrovar ve Zdicích, velmi zajímavé ovšem je, že u téže firmy po tři kampaně, od roku 1850 do roku 1853 pracoval jako cukrmistr a jako takový dostal rovněž doporučení. Svědčí to o jeho zájmu a skutečně zevrubném přístupu. Snažil se důkladně poznat výrobu cukru ve všech částech, od lisovny až k vaření cukrové šťávy na přístrojích a přípravě spodia. Ve vysvědčení za stavbu cukrovaru je chválena jeho účelnost, těžké klenby, zazdění parních kotlů a stavba kamen a konečně i stavba 20 sáhů vysokého komína. Budova měla délku 34 sáhů, šířku 7 sáhů a tři a půl poschodí nad přízemím.
Téhož roku, tedy 1833 složil u českého spisovatele a hlavního učitele v Berouně Jana Přibíka zkoušku, jíž dokázal, že „češtinou jako rozený Čech plynně hovoří, přesně zná technické výrazy svého oboru v obou zemských jazycích a je dostatečně poučen v mluvnici i ve slohu“ (vysvědčení je psáno německy). Stále ještě téhož roku vystavěl Josefu Feyerfeilovi v Žebráce obytný dům a všechny hospodářské budovy. Všechny stavby osobně vedl, další vynikající osvědčení.
Následujícího roku, tedy 1854, postavil v Berouně městskému fyzikovi Med.Dr. Schmolznopfovi dům N.C.21. (Václav Schmolznopf se přiženil do berounské větve Seydlů, vzal si v roce 1838 Cecílii Žofii Seydlovou, dceru mlynáře Jana Evangelisty Seydla, což byl Emanuelův strýc. Druhým jeho strýcem byl berounský děkan Josef Antonín Seydl).
V roce 1854 dostal Emanuel Seydl místo dílovedoucího za roční služné 365fl a služební byt, jakož i různé diety a příplatky na cesty a kreslicí potřeby na panství knížete Thurn-Taxise v Chotěšově u Stodu.
V roce 1863 zemřela Emanuelu Seydlovi jeho manželka Marie Inocencie, roz. Nejedlá.
V roce 1869 pak zemřel i jeho syn Karel, v jedenadvaceti letech. Studoval gymnázium a byl zámečnickým učněm. O dalších dětech již nikde žádná zmínka není, zřejmě rovněž zemřely. Není ani zcela jasné zda kromě Karla byly dvě, či jen jedno, pravděpodobně jen jedno - dcera Barbora.
Na začátku sedmdesátých let koupil domek v Merklíně v Kostelní ulici č. p. 12, zřejmě proto, že se roku 1872 podruhé oženil, neboť byl bez potomků jako poslední zástupce rodu Seydlů po meči. Všechny jeho děti z prvního manželství zemřely a jedinou nadějí na zachování rodu tak byl opětovný sňatek. V době sňatku bylo Emanuelu Seydlovi 58 let, jeho manželka Marie (1844-1920) dcera panského kováře Bárty, byla o třicet let mladší.
Dva roky poté, v roce 1874, byl Emanuel Seydl přeložen do důchodu a přestěhoval se do Merklína. Domek, jenž koupil, zbořil a na jeho místě dle vlastních plánů vystavěl nový (v témž domku se později narodil jeho syn - 5. 5. 1884 dr. Otto Seydl i vnuk - 30. 7. 1921 Ing. Otto Seydl).
Manželům Seydlovým se první dítě narodilo 19. října 1881. Byla to dcera a dostala jméno Žofie. Za pouhých pět dnů však zemřela. Další dcera, rovněž pojmenovaná Žofie se narodila 9. března 1883, zemřela však hned následujícího dne.
Syn Otto se v Merklíně narodil 5. května 1884 a stal se tak pokračovatelem rodu i jeho tradic. Emanuelu Seydlovi, staviteli ve výslužbě, bylo v té době 70 let.
Jeho syn, RNDr. Otto Seydl na něj v roce 1929 vzpomínal: „Ve vzpomínkách mých objevuje se otec jako šedivý stařec silného těla, korpulentní, pomalé chůze - jinak už nemohl - s měkkým, laskavým pohledem očí za brýlemi. Když jsem se narodil, končil již sedmdesátý rok života svého, dosti zmítaného. Otec byl rodák klatovský, rodina byla pronásledována neúspěchy životními.“
Emanuel Seydl zemřel v Merklíně dne 1. dubna 1894 na mozkovou mrtvici ve věku 79 let. Jeho žena jej přežila o šestadvacet let a dočkala se dospělosti svého syna a jeho úspěšné kariéry a tedy vlastně i pozdního úspěchu svého manžela.